# Palais des congrès 77
Albums de Serge Lama
L'Enfant au piano Enfadolescence
Palais des congrès 77 est un double album de Serge Lama enregistré en public à l'occasion du second passage de l'artiste au Palais des congrès de Paris. Il est publié par Philips en 1977.

## Titres
L'ensemble des textes est de Serge Lama, sauf indications contraires.
| 1.  | Le Roi du café tabac                      | Alice Dona    |  |
| 2.  | Je voudrais tant que tu sois là           | Yves Gilbert  |  |
| 3.  | Dans ma garçonnière                       | Alice Dona    |  |
| 4.  | À quinze ans                              | Jackie Bayard |  |
| 5.  | L'Algérie                                 | Alice Dona    |  |
| 6.  | La Serveuse                               | Yves Gilbert  |  |
| 7.  | L’Ogresse                                 | Alice Dona    |  |
| 8.  | Sans toi                                  | Yves Gilbert  |  |
| 9.  | Le Restaurant vide                        | Yves Gilbert  |  |
| 10. | Le gibier manque et les femmes sont rares | Alice Dona    |  |
| 11. | Après l’amour comme c’est triste          | Alice Dona    |  |
| 12. | Mémorandum pour un pucelage               | Yves Gilbert  |  |
| 13. | Le Triomphe                               | Alice Dona    |  |
| 14. | Les Ports de l’Atlantique                 | Yves Gilbert  |  |

| 1.  | Le Dernier Baiser (chanson du film Le Dernier Baiser) | Alice Dona   |  |
| 2.  | Messieurs                                             | Alice Dona   |  |
| 3.  | La Vie lilas                                          | Alice Dona   |  |
| 4.  | Nicolas (à Nicolas Peyrac)                            | Serge Lama   |  |
| 5.  | Le Temps de la rengaine                               | Yves Gilbert |  |
| 6.  | L’Enfant au piano                                     | Yves Gilbert |  |
| 7.  | La Nymphomane (celle qui ne dort jamais)              | Yves Gilbert |  |
| 8.  | Star                                                  | Alice Dona   |  |
| 9.  | (présentation des musiciens)                          |              |  |
| 10. | Tarzan est heureux                                    | Yves Gilbert |  |
| 11. | Je t’aime à la folie                                  | Yves Gilbert |  |
| 12. | Mourir en France                                      | Alice Dona   |  |
| 13. | Le Chanteur                                           | Alice Dona   |  |